# دختر دانمارکی (فیلم)
دختر دانمارکی (انگلیسی: The Danish Girl) فیلم درام عاشقانهٔ زندگی‌نامه‌ای محصول سال ۲۰۱۵ به کارگردانی تام هوپر است که بر اساس رمانی به همین نام چاپ سالِ ۲۰۰۰ اثر دیوید ابرشوف ساخته شده‌است. این فیلم برداشتی آزاد از زندگی نقاشان دانمارکی لیلی البه و گردا وگنر است که ادی ردمین نقش البه (یکی از نخستین انجام‌دهندگان جراحی تطبیق جنسیت)، آلیسیا ویکاندر نقش وگنر، و سباستیان کخ نقش کرت وارنکروس را ایفا می‌کند. بن ویشاو، امبر هرد و ماتیاس خونارتس در نقش‌های مکمل حضور دارند.
این فیلم در رقابت اصلی هفتاد و دومین جشنواره فیلم ونیز شرکت کرد و در بخش ارائه‌های ویژه جشنواره بین‌المللی فیلم تورنتو ۲۰۱۵ به نمایش درآمد. این فیلم در ۲۷ نوامبر ۲۰۱۵ توسط فوکس فیچرز در ایالات متحده به‌صورت محدود اکران شد. این فیلم در ۱ ژانویهٔ ۲۰۱۶ در بریتانیا اکران شد و یونیورسال پیکچرز توزیع بین‌المللی را بر عهده داشت.
علی‌رغم انتقادها به دلیل نمایش نادرست وقایع تاریخی، نقش‌آفرینی ردمین و ویکاندر مورد تحسین قرار گرفت و نامزد دریافت جوایزی شدند. ویکاندر برندهٔ جایزه اسکار بهترین بازیگر نقش مکمل زن و ردمین نامزد جایزه اسکار بهترین بازیگر مرد شد؛ همچنین این فیلم نامزد دریافت جایزه اسکار بهترین طراحی صحنه و بهترین طراحی لباس شد. این فیلم نامزد پنج جایزهٔ بفتا، از جمله جایزهٔ بهترین فیلم بریتانیا شد.

## داستان
در اواسط دههٔ ۱۹۲۰ در کپنهاگ، گردا وگنر، هنرمند پرتره، از همسرش، آینار، می‌خواهد که به جای یک مدل زن برای کشیدن نقاشی گردا ژست بگیرد. این عمل هویت جنسی مادام‌العمر آینار را آشکار می‌کند و سپس نام خود را لیلی البه می‌گذارد. این موضوع باعث از بین رفتن هویت مردانه‌ای می‌شود که او در تمام زندگی خود برای حفظ آن تلاش کرده بود. لیلی و گردا هر دو به پاریس نقل مکان می‌کنند. پرتره‌های گردا از لیلی در حالت زنانه‌اش توجه جدی دلالان هنری را به خود جلب می‌کند، به گونه ای که پرتره قبلی او چنین نبود. آنجاست که گردا، هانس آکسگیل، فروشنده آثار هنری و دوست دوران کودکی لیلی (که لیلی در جوانی او را بوسیده بود) را پیدا می‌کند. جذابیت متقابل هانس و گردا یک چالش است، زیرا گردا در حال تغییر رابطه خود با لیلی است. اما دوستی طولانی مدت هانس با لیلی و علاقه او به لیلی باعث می‌شود که هم از لیلی و هم از گردا حمایت کند.
از آنجایی که ادامه حضور لیلی به عنوان یک مرد بیش از حد سخت می‌شود، او شروع به کمک گرفتن از روانشناسان می‌کند، اما هیچ نتیجه ای حاصل نمی‌شود، و در یک نمونه، تقریباً او را به آسایشگاه روانی سوق می‌دهد. در نهایت، به توصیه اولا، لیلی و گردا با دکتر کرت وارنکروس ملاقات می‌کنند. دکتر وارنکروس توضیح می‌دهد که با افرادی مانند او ملاقات کرده‌است که از نظر جسمی مرد هستند اما خود را زن می‌دانند. او یک راه حل جدید، مبتکرانه و بحث‌برانگیز پیشنهاد می‌کند: جراحی تغییر جنسیت مرد به زن. او همچنین اشاره می‌کند که این دومین بار است که به او پیشنهاد این عمل را می‌دهد، اما بیمار اول بیش از حد عصبی شد و قبل از شروع جراحی‌ها را ترک کرد. این شامل یک روش دو قسمتی است که ابتدا شامل برداشتن اندام تناسلی خارجی لیلی و سپس، پس از یک دوره بهبودی، شکل‌دادن به واژن است. او به لیلی و گردا هشدار می‌دهد که این عمل بسیار خطرناک است و قبلاً هرگز انجام نشده‌است و لیلی یکی از اولین کسانی است که تحت آن قرار می‌گیرد. لیلی بلافاصله موافقت می‌کند و پس از آن بدون گردا به آلمان می‌رود تا عمل جراحی را آغاز کند.
گردا برای مدتی جایی می‌ماند، اما در نهایت تصمیم می‌گیرد که باید در کنار لیلی باشد. او با اتمام اولین عمل جراحی به لیلی می‌رسد، اما با یک عفونت جدی و منفی با درد سر و کار داد. گردا به لیلی کمک می‌کند تا شفا پیدا کند و لیلی شروع به کار در یک فروشگاه بزرگ عطر زنانه می‌کند. او با مردی که در ابتدا به او به عنوان اینار علاقه داشت دوست می‌شود و تأکید می‌کند که رابطه گردا با اینار تمام شده‌است زیرا اینار رفته‌است. او مدتی می‌ماند، اما تصمیم می‌گیرد که وقت آن است برای عمل جراحی دوم برگردد، که باعث ناراحتی گردا شد. لیلی دوباره تنها می‌رود.
گردا پس از اتمام جراحی دوباره حضور می‌یابد، اما لیلی رنگ پریده و ضعیف است. او احساس کامل بودن می‌کند و اصرار دارد که او را دوباره به باغ ببرند. لیلی در حین صحبت با گردا بر اثر عوارض جراحی دوم جان خود را از دست می‌دهد. گردا و هانس به بالای تپه‌ای در دانمارک سفر می‌کنند که هانس و لیلی در آنجا بزرگ شدند، در مقابل پنج درختی که لیلی اغلب نقاشی می‌کرد. سپس روسری که لیلی در ابتدا به گردا داده بود در حال رقصیدن روی باد دیده می‌شود.

## بازیگران
- ادی ردمین در نقش لیلی البه
- آلیسیا ویکاندر در نقش گردا وگنر
- ماتیاس خونارتس
- بن ویشاو
- امبر هرد
- سباستیان کخ
- پیپ تورنس
- نیکلاس وودسان
- امرالد فنل
- آدریان شیلر
- هنری پتیگرو در نقش نیلز